# Малоплавучанский сельский совет (Козовский район)
Малоплавучанский сельский совет (укр. Малоплавучанська сільська рада) — входит в состав
Козовского района
Тернопольской области
Украины.
Административный центр сельского совета находится в 
с. Малая Плавуча.

## Населённые пункты совета
- с. Малая Плавуча